# Phân thứ bộ Tắc kè
Phân thứ bộ Tắc kè (danh pháp khoa học: Gekkota) là một phân thứ bộ bò sát thuộc phân bộ Scleroglossa, bao gồm tất cả các loài tắc kè và họ thằn lằn không chân Pygopodidae. Các loài thằn lằn của họ Dibamidae cũng được gọi là thằn lằn không chân, và từng được xem là thuộc phân thứ bộ này, nhưng nghiên cứu phát sinh chủng loài gần đây cho thấy điều này không đúng.

## Phân loại
Gekkota là một phân thứ bộ của bộ Squamata, và gồm bảy họ:
- Họ Carphodactylidae
- Họ Diplodactylidae
- Họ Eublepharidae
- Họ Gekkonidae
- Họ Phyllodactylidae
- Họ Pygopodidae
- Họ Sphaerodactylidae

## Phát sinh chủng loài
Pyron et al. (2013) đưa ra cây phát sinh chủng loài như sau cho phân thứ bộ Gekkota.

|  | \| \| Carphodactylidae \| \| \| \| \| \| Pygopodidae \| \| \| \| |
|  |                                                                  |
|  | Diplodactylidae                                                  |
|  |                                                                  |
|  | Carphodactylidae                                                 |
|  |                                                                  |
|  | Pygopodidae                                                      |
|  |                                                                  |

|  | Carphodactylidae |
|  |                  |
|  | Pygopodidae      |
|  |                  |

|  | Sphaerodactylidae                                               |
|  |                                                                 |
|  | \| \| Phyllodactylidae \| \| \| \| \| \| Gekkonidae \| \| \| \| |
|  |                                                                 |
|  | Phyllodactylidae                                                |
|  |                                                                 |
|  | Gekkonidae                                                      |
|  |                                                                 |

|  | Phyllodactylidae |
|  |                  |
|  | Gekkonidae       |
|  |                  |

|  | Sphaerodactylidae                                               |
|  |                                                                 |
|  | \| \| Phyllodactylidae \| \| \| \| \| \| Gekkonidae \| \| \| \| |
|  |                                                                 |
|  | Phyllodactylidae                                                |
|  |                                                                 |
|  | Gekkonidae                                                      |
|  |                                                                 |

|  | Phyllodactylidae |
|  |                  |
|  | Gekkonidae       |
|  |                  |

|  | \| \| Carphodactylidae \| \| \| \| \| \| Pygopodidae \| \| \| \| |
|  |                                                                  |
|  | Diplodactylidae                                                  |
|  |                                                                  |
|  | Carphodactylidae                                                 |
|  |                                                                  |
|  | Pygopodidae                                                      |
|  |                                                                  |

|  | Carphodactylidae |
|  |                  |
|  | Pygopodidae      |
|  |                  |

|  | Sphaerodactylidae                                               |
|  |                                                                 |
|  | \| \| Phyllodactylidae \| \| \| \| \| \| Gekkonidae \| \| \| \| |
|  |                                                                 |
|  | Phyllodactylidae                                                |
|  |                                                                 |
|  | Gekkonidae                                                      |
|  |                                                                 |

|  | Phyllodactylidae |
|  |                  |
|  | Gekkonidae       |
|  |                  |

|  | Sphaerodactylidae                                               |
|  |                                                                 |
|  | \| \| Phyllodactylidae \| \| \| \| \| \| Gekkonidae \| \| \| \| |
|  |                                                                 |
|  | Phyllodactylidae                                                |
|  |                                                                 |
|  | Gekkonidae                                                      |
|  |                                                                 |

|  | Phyllodactylidae |
|  |                  |
|  | Gekkonidae       |
|  |                  |

## Hình ảnh

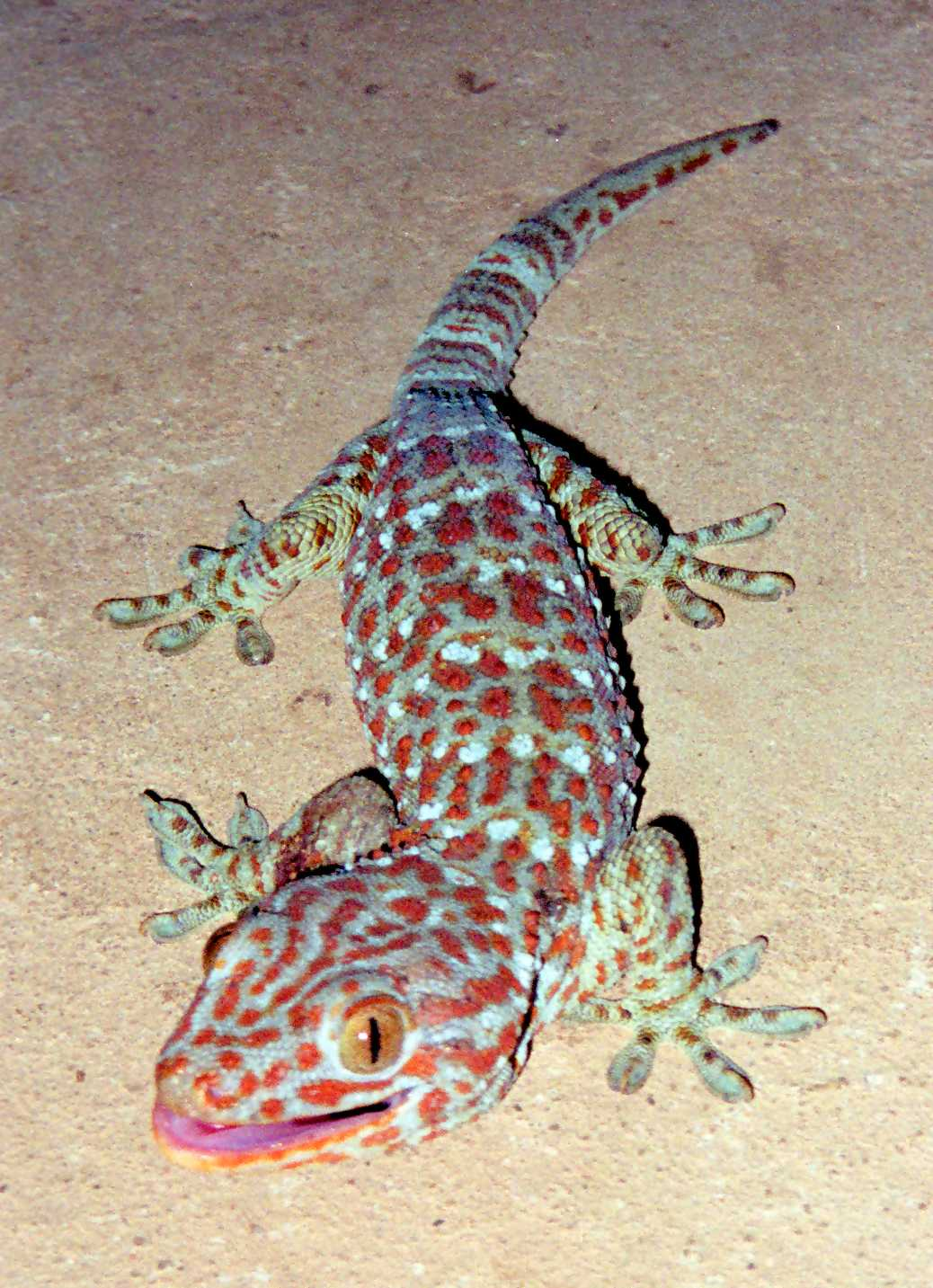
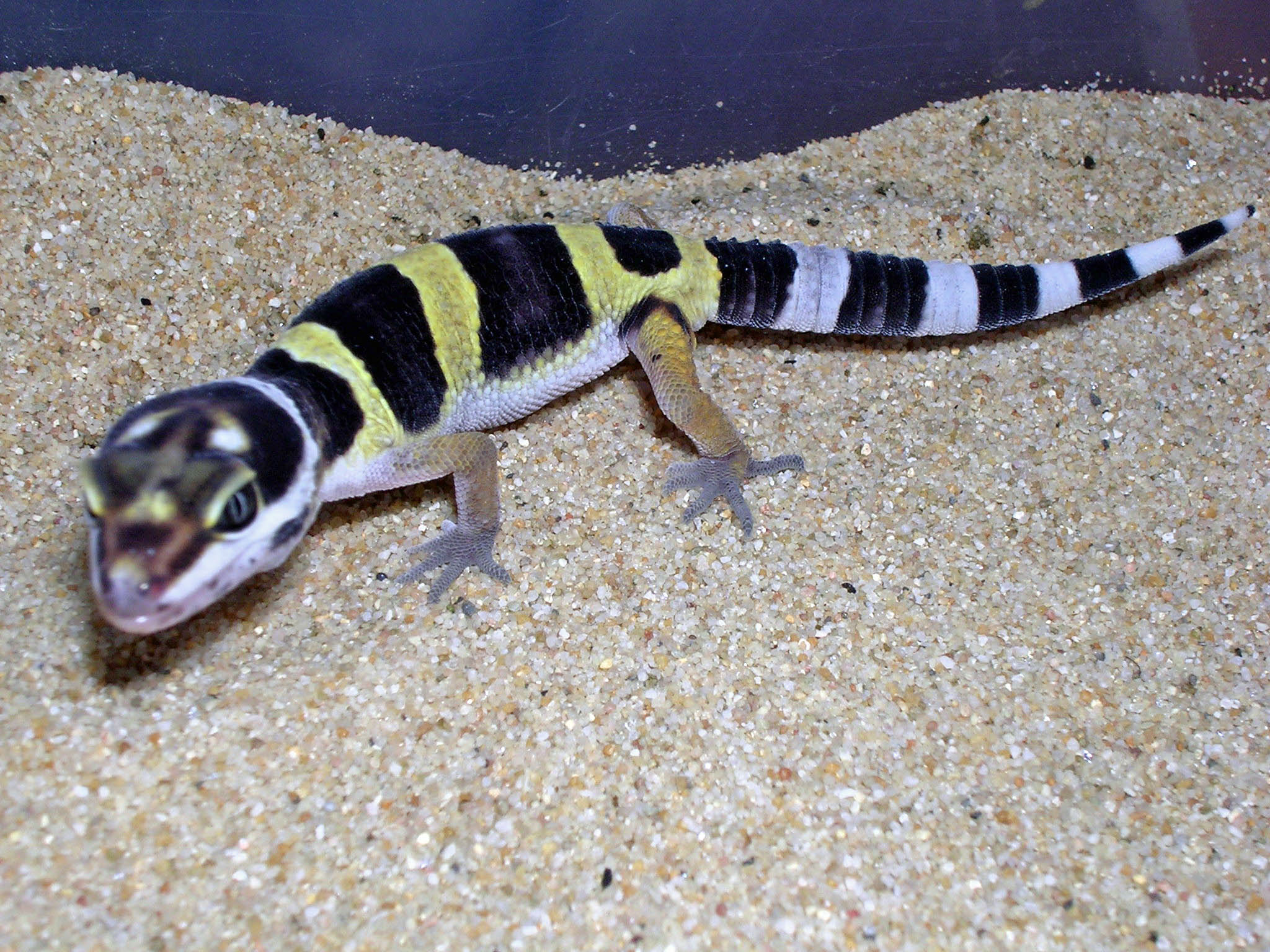
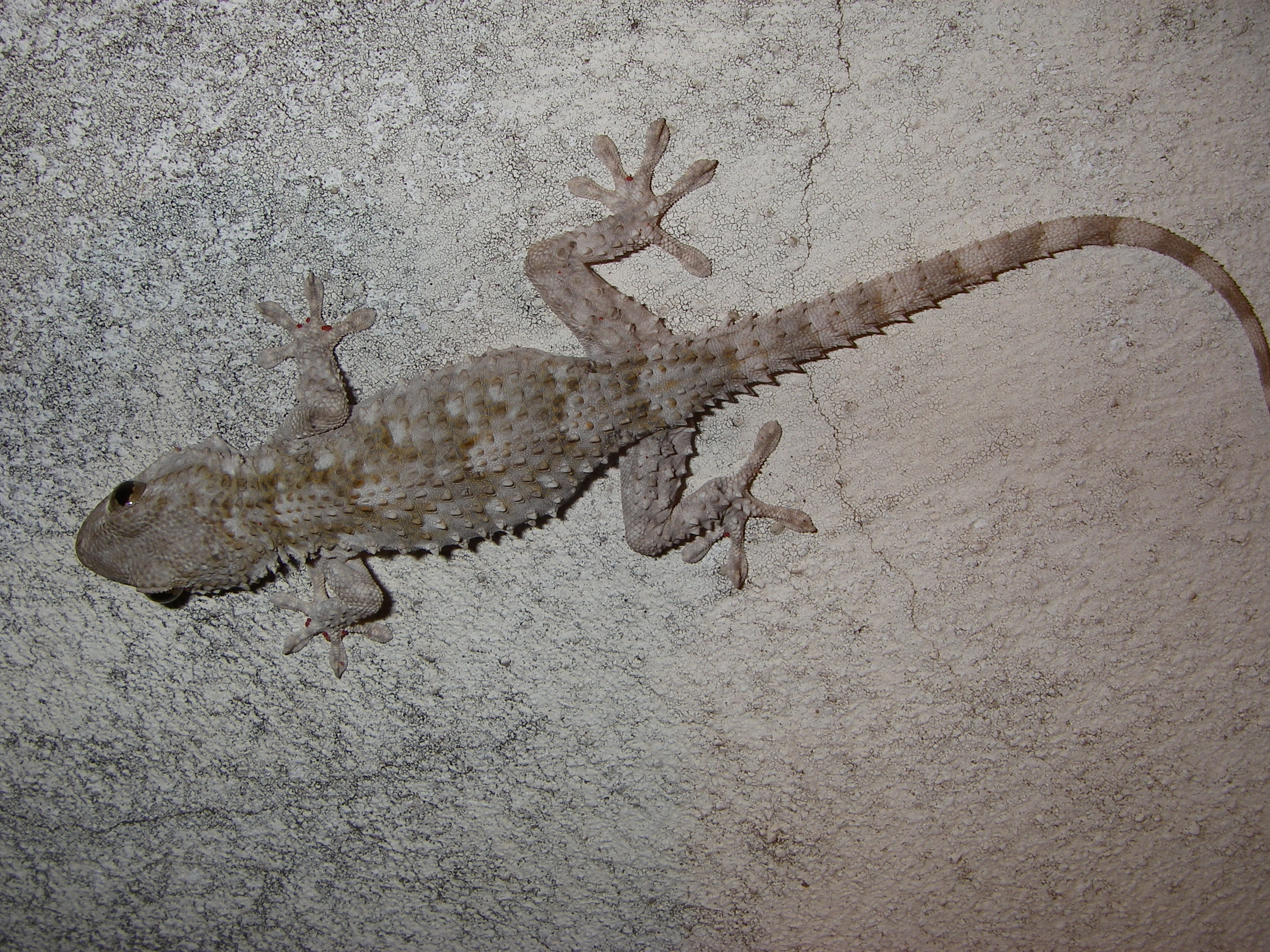
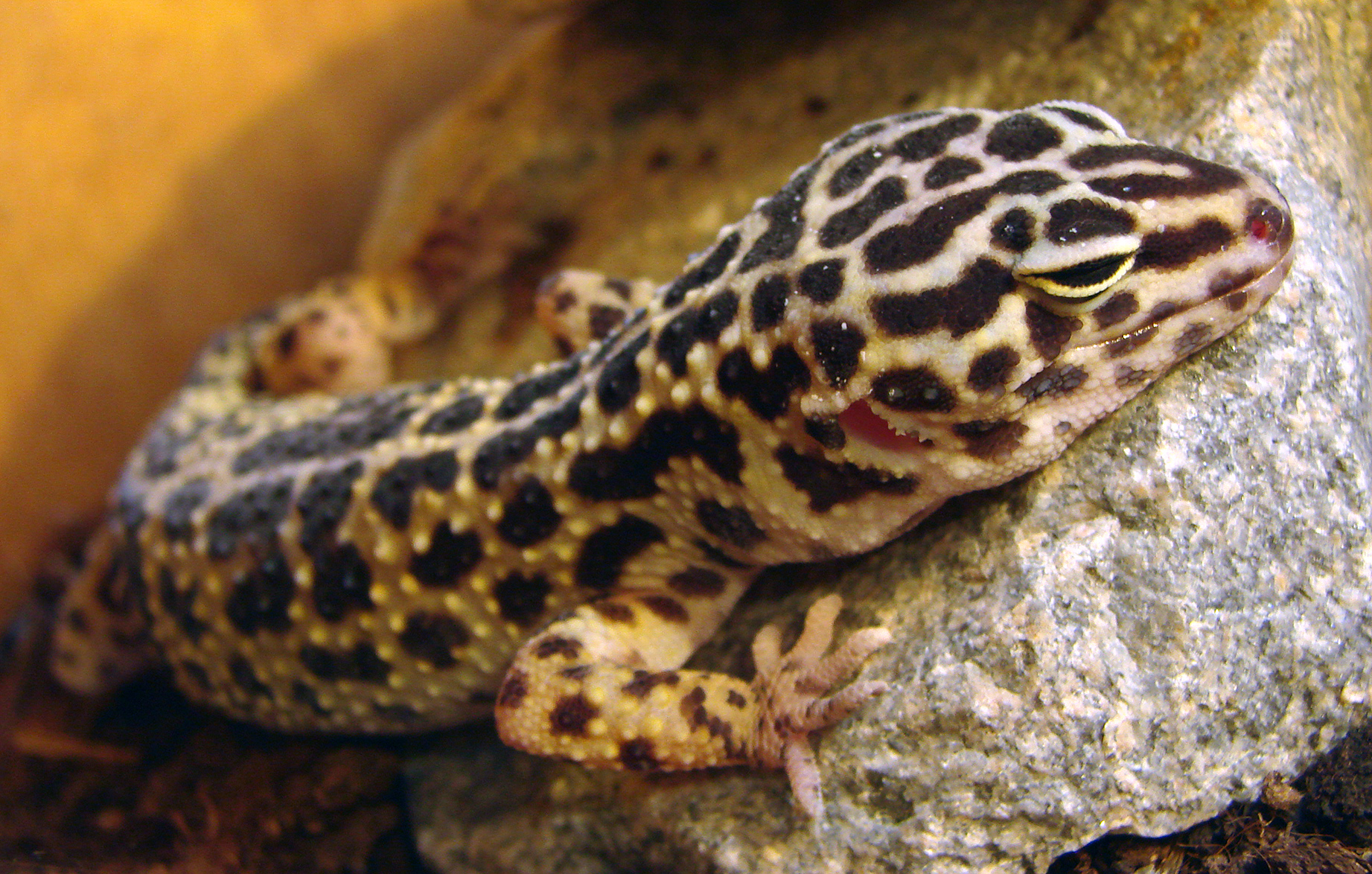